# Kreuzgassbrunnen

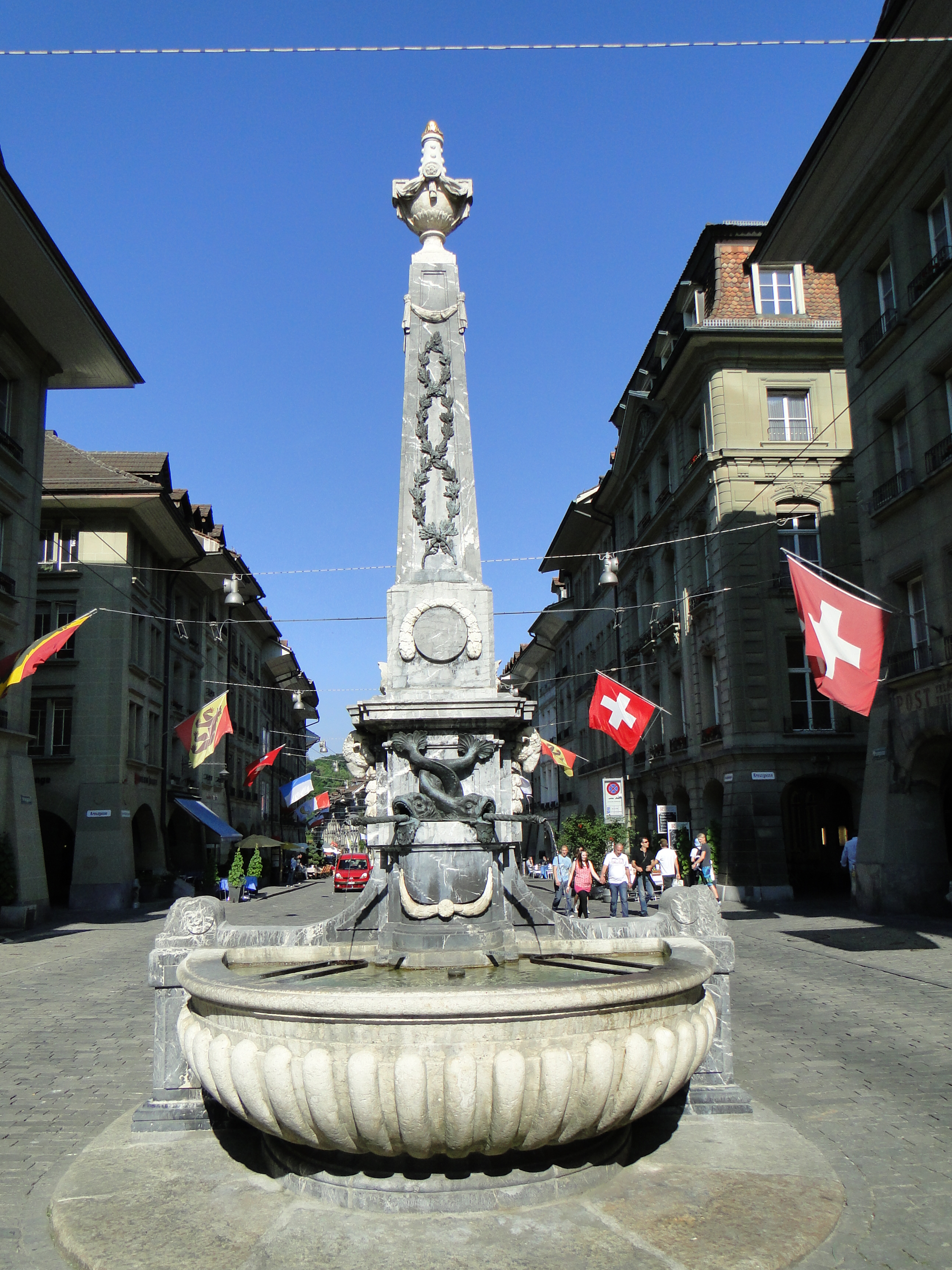
Der heutige Kreuzgassbrunnen am Ostende der Kramgasse in Bern. Im Hintergrund die querende Kreuzgasse.

Der Kreuzgassbrunnen steht vor dem Haus Kramgasse 5 an deren unterem Ende unmittelbar vor der querenden Kreuzgasse in der Altstadt von Bern. Er gehört zu den nichtfigürlichen Berner Brunnen des 18./19. Jahrhunderts.

## Geschichte
Seit weit über 200 Jahren, genauer seit 1778/79, steht der derzeitige, vierte Kreuzgassbrunnen in der heute bekannten Ausführung am selben Platz vor dem Zunfthaus zum Affen in der Kramgasse.
Der erste Kreuzgassbrunnen vor 1433 wurde in der Stadtrechnung als Brunnen, vermutlich aus Holz, in der Kreuzgasse erwähnt. Aufgrund späterer Stadtansichten, wie von Hans Rudolf Manuel von 1549 und von Gregorius Sickinger von 1603–1607, kann die Lage zuoberst in der heutigen Gerechtigkeitsgasse, zwischen damaligem Richterstuhl und Schandpfahl, angenommen werden.
Der zweite Kreuzgassbrunnen von 1520 ersetzte Ersteren am gleichen Standort. Aus einer Notiz in der Anshelmschen Stadtchronik zum Jahre 1520 kann interpretiert werden, dass der Rat Ende Mai 1519 eine Weisung erliess, dass bereits gehauene Steinstücke aus Aigle hergeführt und daraus ein neuer, höchstwahrscheinlich ein Laufbrunnen errichtet werden sollte. Es kann von einem Brunnen mit sechseckigem Steinbecken und in dessen Mitte einem prismatischen Stock mit zwei Röhren ausgegangen werden. Auf dem Stock stand ein bewaffneter Bär mit Berner Stadtpanner. Die Ausgestaltung des Brunnens wurde erst mehr als 100 Jahre später, 1635, durch das Münsterbild von Anton Schmalz vermittelt.
Nach einer Instandhaltung durch den Steinhauer David Edelstein im Sommer 1643, wurde der Brunnen schon 1646 von seinem Platz entfernt. Abraham Dünz I. renovierte ihn 1663–1667 abermals, worauf er vor dem Aarbergertor auf der damaligen Schützenmatte wieder errichtet und frisch bemalt wurde. Über die Gründe für die Entfernung und Versetzung ist nichts bekannt. – Er soll bis 1862 im Untergeschoss des Alten Schützenhauses existiert haben.
Der dritte Kreuzgassbrunnen datiert von 1657–1659 und wurde, wie Zahlungen beginnend im Juni 1657 belegen, vom Freiburger Steinhauer Dominicus Gall ausgeführt. Als Standort wurde das untere Ende der Kramgasse, direkt oberhalb des Gassenkreuzes, bestimmt. Das Baumaterial kam wiederum aus Aigle. Die lange, zweijährige Bauzeit ist durch Zahlungen nachgewiesen. Allerdings schien der Brunnen die Erwartungen nicht zu erfüllen. 1662 und 1666 wurden weitere Aufträge für Verbesserungen vergeben. Als Bekrönung der korinthischen Säule mit vier Röhren, in einem Achteckbecken, soll schliesslich eine weisse Kugel gedient haben. 1778 wurde der Brunnen abgebrochen.
Der heute bekannte, vierte Kreuzgassbrunnen wurde 1778 errichtet. Er gilt als Urform des Berner Obeliskenbrunnens schlechthin. Die Anlage wurde, am selben Standort wie wohl der dritte Kreuzgassbrunnen, aus Solothurner Kalkstein errichtet. Der Kunsthistoriker Paul Hofer beschreibt das Werk so:

«Zwillingsschale aus zwei halbrunden, stark gebauchten, unter dem Rand tief gekehlten Muschelbecken; das durchgehende Trennstück flankiert von guten Löwenmasken, aus denen sich je ein Volutenanlauf entwickelt; auf den Segmentvorsprüngen des Postamentgesimses aufruhend je zwei verschlungene Bronzedelphine, deren Mäuler die zwei radial ausfahrenden Röhrenpaare halten. An den beiden anderen Fronten Vorlagen mit Widderköpfen und Blattgehängen. Der dreiteilige schlanke Obelisk, wie der ganze Brunnen, aus Solothurner Muschelkalk gehauen; am fassonierten Schaft zwei kranzförmig verschlungene Lorbeerzweig-Appliken; darüber der gewohnte Schalfeston. Als Bekrönung eine zierlich silhouettierende, drapierte Urne mit Kugelspitze. Die wirkungsvolle Beschränkung auf die Parbelemente Weiss (Kalkstein), Patina (Delphine, Röhren) und Gold (Lorbeerzweige, Urnenspitze) entspricht wohl dem ursprünglichen Zustand.»

Der Entwurf kann Niklaus Sprüngli zugeschrieben werden, der zur Bauzeit seit 1770 Berner Werkmeister war und dessen Formensprache mit ihm gesichert zugeschriebenen Werken übereinstimmt. Eine Katalognotiz von 1804 erwähnt die eigenhändige Ausführung des Modells des Kreuzgassbrunnens durch Sprüngli. Zudem trugen die Rechnungen keinen Entwerfernamen, was ebenso den Werkmeister als Entwerfer nahelegt. Die gemäss Abrechnung ausführenden Kräfte wie Bildhauer und Vergolder, Meister Reist und J. C. Wieser, kommen als Entwerfer ebenso wenig in Betracht wie Erasmus Ritter, der im Projektierungsjahr im Ausland weilte.

## Trinkwasser
Das Trinkwassernetz von Energie Wasser Bern (ewb) versorgt den Brunnen mit Trinkwasser, dessen Qualität regelmässig überprüft wird.